# Валентен Ронж'є
Валентен Ронж'є (фр. Valentin Rongier, нар. 7 грудня 1994, Макон) — французький футболіст, центральний півзахисник клубу «Марсель».

## Ігрова кар'єра
Народився 7 грудня 1994 року в місті Макон. Вихованець юнацьких команд футбольних клубів «Сен-Ерблен» та «Нант». З 2013 року виступав у складі резервної команди «Нанту» в аматорському чемпіонаті Франції.
Дебютував за першу команду у Лізі 1 18 жовтня 2014 року, коли на 78-й хвилині домашнього матчу проти «Реймса» Ронж'є замінив на полі Люку До. 3 січня 2015 року півзахисник забив свій перший гол на професіональному рівні кар'єрі, відзначившись у матчі Кубка Франції. 17 жовтня 2015 року гравець забив перший гол у чемпіонаті Франції, вразивши ворота «Труа». Починаючи з сезону 2016/17 Ронж'є закріпився в основному складі команди і провів 63 матчі за два сезони.
3 вересня 2019 року Ронж'є перейшов до «Марселя», підписавши контракт на п'ять років. Ронж'є зміг перейти в «Марсель» за «правилом джокера», що дозволяє кожному французькому клубу придбати одного гравця, який виступає у Франції, після закриття трансферного вікна. Сума трансферу склала 13 мільйонів євро плюс чотири мільйони євро бонусів, два з яких будуть виплачені в випадку виходу «Марселя» в єврокубки, а ще два виплачені як «штраф» за те, що через затримки в переговорах «Нант» не встиг підписати заміну Ронж'є. Крім того, «Нант» може отримати 50 відсотків від перепродажу Валентена, але не більше восьми мільйонів євро. Станом на 24 січня 2021 року відіграв за команду з Марселя 41 матч в національному чемпіонаті.

## Статистика виступів

### Статистика клубних виступів
| Сезон             | Команда           | Чемпіонат         | Чемпіонат | Чемпіонат | Національний кубок | Національний кубок | Національний кубок | Континентальні кубки | Континентальні кубки | Континентальні кубки | Інші змагання | Інші змагання | Інші змагання | Усього | Усього |
| Сезон             | Команда           | Ліга              | Ігор      | Голів     | Ліга               | Ігор               | Голів              | Ліга                 | Ігор                 | Голів                | Ліга          | Ігор          | Голів         | Ігор   | Голів  |
| ----------------- | ----------------- | ----------------- | --------- | --------- | ------------------ | ------------------ | ------------------ | -------------------- | -------------------- | -------------------- | ------------- | ------------- | ------------- | ------ | ------ |
| 2014–15           | «Нант»            | Л1                | 6         | 0         | КФ+КЛ              | 1+1                | 1+0                | -                    | -                    | -                    | -             | -             | -             | 8      | 1      |
| 2015–16           | «Нант»            | Л1                | 11        | 1         | КФ+КЛ              | 0                  | 0                  | -                    | -                    | -                    | -             | -             | -             | 11     | 1      |
| 2016–17           | «Нант»            | Л1                | 31        | 2         | КФ+КЛ              | 2+2                | 0                  | -                    | -                    | -                    | -             | -             | -             | 35     | 2      |
| 2017–18           | «Нант»            | Л1                | 32        | 1         | КФ+КЛ              | 2+1                | 1+0                | -                    | -                    | -                    | -             | -             | -             | 35     | 2      |
| 2018–19           | «Нант»            | Л1                | 36        | 4         | КФ+КЛ              | 5+2                | 0                  | -                    | -                    | -                    | -             | -             | -             | 43     | 4      |
| лип.-вер. 2019    | «Нант»            | Л1                | 3         | 0         | КФ+КЛ              | 0                  | 0                  | -                    | -                    | -                    | -             | -             | -             | 3      | 0      |
| Усього за «Нант»  | Усього за «Нант»  | Усього за «Нант»  | 119       | 8         |                    | 16                 | 2                  |                      | -                    | -                    |               | -             | -             | 135    | 10     |
| вер. 2019–20      | «Марсель»         | Л1                | 23        | 0         | КФ+КЛ              | 4+1                | 0                  | -                    | -                    | -                    | -             | -             | -             | 28     | 0      |
| 2020–21           | «Марсель»         | Л1                | 2         | 0         | КФ                 | 0                  | 0                  | ЛЧ                   | 0                    | 0                    | -             | -             | -             | 2      | 0      |
| Усього за кар'єру | Усього за кар'єру | Усього за кар'єру | 144       | 8         |                    | 21                 | 2                  |                      | -                    | -                    |               | -             | -             | 165    | 10     |